# Jan Ykema
Jan Jelle Ykema (ur. 18 kwietnia 1963 w Harlingen) – holenderski łyżwiarz szybki, wicemistrz olimpijski.

## Kariera
Specjalizował się w dystansach sprinterskich. Na igrzyskach debiutował w 1984 roku. Cztery lata później, podczas igrzysk w Calgary zdobył srebrny medal na dystansie 500 m. W zawodach tych wyprzedził go jedynie Uwe-Jens Mey z NRD, a trzecie miejsce zajął Japończyk Akira Kuroiwa. Nigdy nie zdobył medalu na mistrzostwach świata, jego najlepszym wynikiem było szóste miejsce wywalczone na mistrzostwach świata w wieloboju sprinterskim w West Allis w 1998 roku. W sezonie 1987/1988 zajął trzecie miejsce w klasyfikacji generalnej Pucharu świata na dystansie 500 m. Wyprzedzili go jedynie dwaj Amerykanie: Dan Jansen i Nick Thometz.
W 1982, 1987 i 1988 zostawał mistrzem Holandii w wieloboju sprinterskim. Od 2008 roku pracuje jako trener.